# Nymphaea lingulata
Nymphaea lingulata ist eine Pflanzenart aus der Gattung der Seerosen (Nymphaea) innerhalb der Familie der Seerosengewächse (Nymphaeaceae). Diese Wasserpflanze kommt in Bolivien (nur in Santa Cruz), Guyana und in den brasilianischen Bundesstaaten Bahia, Ceará, Goiás, Maranhão, Mato Grosso do Sul sowie Minas Gerais vor.

## Beschreibung

### Vegetative Merkmale
Nymphaea lingulata ist eine ausdauernde krautige Pflanze mit ei- bis kugelförmigen Rhizomen.
Die eiförmigen, mehr oder weniger kreisförmigen Blattspreiten der Schwimmblätter sind flach und ganzrandig. Der kahle Blattstiel hat zwei bis vier primäre zentrale und vier bis zehn sekundäre periphere Luftkanäle.

### Generative Merkmale
Der kahle, rötliche Blütenstiel hat fünf oder sechs primäre zentrale und zehn bis zwölf sekundäre periphere Luftkanäle.
Der Blüten sind schwach duftend und der Geruch wird als lösungsmittelartig beschrieben. Er besteht aus den Verbindungen Benzylalkohol und (Methoxymethyl)benzol. Die eiförmigen, pilösen Samen haben Trichome, welche in durchgehenden Längslinien angeordnet sind.

## Zytologie
Die diploide Chromosomenzahl beträgt 2n = 18.

## Reproduktion

### Vegetative Vermehrung
Es werden Ausläufer gebildet, jedoch keine proliferierenden Pseudanthien. Die vegetative Vermehrung spielt laut Wiersema 1987 eine geringere Rolle als die sexuelle Vermehrung. Beobachtungen von de Lima et al. deuten jedoch auf das Gegenteil hin: Hierbei wurde der vegetativen Vermehrung durch Stolonen die größere Bedeutung zugesprochen.

### Generative Vermehrung
Nach Wiersema 1987 beruht die Reproduktion dieser Art maßgeblich auf der generativen Vermehrung durch Selbstbestäubung.

## Systematik

### Taxonomie
Das Typusexemplar wurde von Wiersema, Horn und de Ataide Silva am 28. Juni 1982 in Maranhão, Brasilien, in einem Teich zwischen Teresina und Caxias gesammelt.
Die Erstbeschreibung von Nymphaea lingulata erfolgte 1984 durch John Harry Wiersema in Brittonia, Volume 36, S. 215. Das Artepitheton lingulata bedeutet „zungenförmig“.

### Position innerhalb der GattungNymphaea
Die Art Nymphaea lingulata wird in die Untergattung Nymphaea subg. Hydrocallis eingeordnet.

## Vorkommen
Nymphaea lingulata wächst in temporären Lagunen und in langsam fließenden Flüssen. Sie kommt sympatrisch mit Nymphaea pulchella und Cabomba vor.
Nymphaea lingulata ist eine seltene Art.

## Ökologie
Nymphaea lingulata wird wahrscheinlich von Käfern bestäubt.